# Robbie Fowler
Robert Bernard „Robbie” Fowler (ur. 9 kwietnia 1975 w Liverpoolu) – angielski piłkarz występujący na pozycji napastnika. W Premiership strzelił 163 bramki.
W reprezentacji narodowej Anglii wystąpił 26 razy, strzelił 8 goli. Był uczestnikiem piłkarskich Mistrzostw Świata w 2002 roku. Wśród kibiców Liverpoolu zyskał przydomek The God, czyli Bóg.
Fowler występował w barwach Liverpoolu, Leeds United i Manchesteru City. W zimowym oknie transferowym 2006 powrócił na Anfield Road. Po początkowych kłopotach otrząsnął się i po powrocie do Liverpoolu zdobył w sezonie 2006/2007 sześć goli. Jest obecnie szóstym najskuteczniejszym strzelcem w historii klubu, wyprzedził jedną z największych legend – Kenny’ego Dalglisha.
21 lipca 2007 Fowler podpisał dwuletni kontrakt z Cardiff City, grającym w Football League Championship. W jego barwach zadebiutował 28 sierpnia w wygranym 1:0 meczu z Pucharu Ligi Angielskiej z Leyton Orient. 22 września zdobył swoje pierwsze 2 gole w barwach walijskiej drużyny w zremisowanym 2:2 spotkaniu z Preston North End.
We wrześniu 2008 podpisał trzymiesięczny kontrakt z Blackburn Rovers. W drużynie tej swój debiut zaliczył 24 września, kiedy to zagrał w wygranym 1:0 spotkaniu Pucharu Ligi z Everton F.C. W lidze zadebiutował 27 września w meczu z Newcastle United. W trakcie trzymiesięcznego pobytu w Blackburn wystąpił jeszcze w dwóch meczach. W lutym 2009 roku Fowler podpisał kontrakt z australijskim North Queensland Fury. W 2010 roku przeniósł się do australijskiego Perth Glory, w którym zadebiutował w sierpniu 2010 roku w meczu ze swoim poprzednim klubem, North Queensland Fury. W 2011 roku odszedł do tajskiego Muangthong United.
W dzieciństwie był fanem największego rywala Liverpool FC, pochodzącego z tego samego miasta Evertonu. Fowler słynie nie tylko ze skuteczności w polu karnym przeciwników, ale także z licznych występków, które chętnie publikowały tabloidy (na przykład „wąchanie” linii bocznej boiska po strzeleniu bramki, co miało być nawiązaniem do oskarżeń o zażywanie narkotyków).
Do Fowlera przez 21 lat należał rekord Premier League, jeśli chodzi o zdobycie klasycznego hat tricka. Podczas meczu z Arsenalem w 1994 roku zdobył 3 bramki w czasie 4 minut 33 sekund. Rekord ten został pobity 16 maja 2015 roku, kiedy Senegalczyk Sadio Mane zdobył hat tricka w czasie 2 minut i 56 sekund podczas wygranego meczu Southampton z Aston Villą.

## Statystyki kariery
| 1993/94            | Liverpool             | Premier League      | 28  | 12  | 1  | 0  | 5  | 6  | –  | –  | 34  | 18  |
| 1994/95            | Liverpool             | Premier League      | 42  | 25  | 7  | 2  | 8  | 4  | –  | –  | 57  | 31  |
| 1995/96            | Liverpool             | Premier League      | 38  | 28  | 7  | 6  | 4  | 2  | 4  | 0  | 53  | 36  |
| 1996/97            | Liverpool             | Premier League      | 32  | 18  | 1  | 1  | 4  | 5  | 7  | 7  | 44  | 31  |
| 1997/98            | Liverpool             | Premier League      | 20  | 9   | 1  | 0  | 4  | 3  | 3  | 1  | 28  | 13  |
| 1998/99            | Liverpool             | Premier League      | 25  | 14  | 2  | 1  | 2  | 1  | 6  | 2  | 35  | 18  |
| 1999/00            | Liverpool             | Premier League      | 14  | 3   | 0  | 0  | 0  | 0  | –  | –  | 14  | 3   |
| 2000/01            | Liverpool             | Premier League      | 27  | 8   | 5  | 2  | 5  | 6  | 11 | 1  | 48  | 17  |
| 2001/02            | Liverpool             | Premier League      | 10  | 3   | 0  | 0  | 0  | 0  | 7  | 1  | 17  | 4   |
| 2001/02            | Leeds                 | Premier League      | 22  | 12  | 1  | 0  | 0  | 0  | 0  | 0  | 23  | 12  |
| 2002/03            | Leeds                 | Premier League      | 8   | 2   | 1  | 0  | 0  | 0  | 1  | 0  | 10  | 2   |
| 2002/03            | Manchester City       | Premier League      | 13  | 2   | 0  | 0  | 0  | 0  | –  | –  | 13  | 2   |
| 2003/04            | Manchester City       | Premier League      | 31  | 7   | 4  | 1  | 2  | 1  | 4  | 1  | 41  | 10  |
| 2004/05            | Manchester City       | Premier League      | 31  | 10  | 0  | 0  | 1  | 1  | –  | –  | 32  | 11  |
| 2005/06            | Manchester City       | Premier League      | 4   | 1   | 1  | 3  | 0  | 0  | –  | –  | 5   | 4   |
| 2005/06            | Liverpool             | Premier League      | 14  | 5   | 0  | 0  | 0  | 0  | 2  | 0  | 16  | 5   |
| 2006/07            | Liverpool             | Premier League      | 16  | 3   | 0  | 0  | 3  | 2  | 4  | 2  | 23  | 7   |
| 2007/08            | Cardiff               | Championship        | 13  | 4   | 0  | 0  | 3  | 2  | –  | –  | 16  | 6   |
| 2008/09            | Blackburn Rovers      | Premier League      | 3   | 0   | 0  | 0  | 3  | 0  | –  | –  | 6   | 0   |
| 2009/10            | North Queensland Fury | A-League            | 26  | 9   | –  | –  | –  | –  | –  | –  | 26  | 9   |
| 2010/11            | Perth Glory           | A-League            | 28  | 9   | –  | –  | –  | –  | –  | –  | 28  | 9   |
| 2011               | Muangthong United     | Thai Premier League | 13  | 2   | 4  | 2  | 1  | 0  | 2  | 0  | 20  | 4   |
| Łącznie w karierze | Łącznie w karierze    | Łącznie w karierze  | 458 | 186 | 35 | 18 | 45 | 33 | 51 | 15 | 589 | 252 |